# Бирючина
Бирючи́на (лат. Ligustrum) — рід багаторічних рослин родини маслинових. Його представники — кущі або невеликі дерева з нерозсіченими супротивними листками та дрібними запашними квітами. Відомо близько 30 видів, поширених в Південній Європі, Південній і Південно-Східній Азії та Північній Африці.
На теренах Східної Європи та Центральної Азії у дикому стані ростуть 4 види. Один із них, бирючина звичайна (L. vulgare), дико росте в таких регіонах України: Закарпаття, Південний Лісостеп і Степ. Кущ з блискучими ланцетовидними листками і білими квітками, зібраними у верхівкові волотьовидні суцвіття. Медонос, бджоли збирають багато нектару, а також пилок. Плід — чорна ягода.
Як декоративна рослина культивується по всій території України. Добре переносить стрижку, застосовується для живоплотів. Деревина міцна, іде на виготовлення чоботарських цвяхів, токарних виробів. Ягоди використовуються як барвник. На кримському та кавказькому узбережжях Чорного моря культивується бирючина блискуча (L. lucidum) — декоративне вічнозелене деревце родом з Китаю.

## Види
| - Ligustrum amamianum - Ligustrum amurense - Ligustrum angustum - Ligustrum australianum - Ligustrum chenaultii - Ligustrum compactum - Ligustrum confusum - Ligustrum delavayanum - Ligustrum expansum - Ligustrum glomeratum - Ligustrum gracile - Ligustrum henryi - Ligustrum ibota - Ligustrum indicum - Ligustrum japonicum - Ligustrum leucanthum - Ligustrum lianum - Ligustrum liukiuense - Ligustrum longitubum - Ligustrum lucidum — бирючина блискуча | - Ligustrum massalongianum - Ligustrum microcarpum - Ligustrum morrisonense - Ligustrum obovatilimbum - Ligustrum obtusifolium - Ligustrum ovalifolium - Ligustrum pedunculare - Ligustrum pricei - Ligustrum punctifolium - Ligustrum quihoui - Ligustrum retusum - Ligustrum robustum - Ligustrum sempervirens - Ligustrum sinense - Ligustrum strongylophyllum - Ligustrum tenuipes - Ligustrum tschonoskii - Ligustrum vulgare — бирючина звичайна - Ligustrum xingrenense - Ligustrum yunguiense |